# Río Wieprz
El río Wieprz ([vʲɛpʃ]ⓘ en polaco: Wieprz, literalmente 'jabalí') está localizado al centro oriente de Polonia, afluente del Vístula, con una longitud de 348.9 km (9.º en longitud del país) y una cuenca hidrográfica de 10.415 km². Tiene como afluentes por la derecha: Łabuńka, Wolica y Tyśmienica y afluentes por la izquierda: Por, Giełczew, Bystrzyca y Minina.
Entre las ciudades recorridas por el Wieprz se encuentran:
- Krasnobród
- Zwierzyniec
- Szczebrzeszyn
- Krasnystaw
- Łęczna; su curso cerca de esta ciudad incluye el área protegida conocida como Parque paisajístico del Wieprz.
- Lubartów
- Dęblin